# Cass McCombs
Cass McCombs (Concord, 1977) è un cantautore statunitense.
Ha vissuto la maggior parte della sua vita vagabondando da una città all'altra con mezzi di fortuna. Durante il suo soggiorno a New York, avviene la tragedia dell'11 settembre, questo fatto complice il non avere più soldi lo porta a trasferirsi a San Francisco dove registra l'EP d'esordio, Not the Way, pubblicato l'anno seguente per la piccola etichetta Monitor Records di Baltimora. Il debutto su album avviene nel 2003 sempre per la Monitor, A viene distribuito in Europa dalla 4AD.
Il cantautore affiancato da musicisti di supporto (Trevor Shimizu al basso, Natalie Conn alle tastiere, Dutch E. Germ alla batteria) parte per un tour che abbraccia il 2003 ed il 2004 aprendo i concerti dei Blonde Redhead, tra gli altri partecipa all'All Tomorrow's Parties festival.
Registra nel Michigan il secondo album, PREfection, pubblicato nel 2005. Si trasferisce in seguito nella California meridionale dove registra il suo terzo album, Dropping the Writ, che sarà pubblicato nel 2007 dalla Domino Records. Sarà seguito da Catacombs del 2009, inserito da Pitchfork tra i migliori dell'anno e due dischi nel 2011, Wit's End e  Humor Risk.

## Discografia

### Album
- 2003 - A
- 2005 - PREfection
- 2007 - Dropping the Writ
- 2009 - Catacombs
- 2011 - Wit's End
- 2011 - Humor Risk
- 2013 - Big Wheel and Others
- 2016 - Mangy Love
- 2019 - Tip Of The Sphere
- 2022 - Heartmind
- 2025 - Interior Live Oak

### EP
- 2002 - Not the Way